# خشونت علیه زنان در تامیل نادو
خشونت علیه زنان در تامیل نادو شامل آزار و اذیت، آدم‌ربایی، خشونت مربوط به جهیزیه و خشونت خانگی است. پلیس ۱۱۳۰ مورد را در طول هفت ماه اول سال ۲۰۱۳ ثبت کرد، در مقایسه با ۸۶۰ مورد برای دوره مشابه در سال ۲۰۱۲. در Usilampatti Taluk، حدود ۶۰۰۰ کودک دختر در یک بازه زمانی ۲ ساله در طول سال‌های ۱۹۸۷–۱۹۸۸ کشته شدند که بزرگ‌ترین نمونه ثبت شده نوزادان دختر است.
یکی از دلایل اصلی خشونت علیه زنان این تصور است که زنان متأهل دارایی شوهرانشان هستند. اعتقاد بر این است که مصرف الکل و نشان دادن زنان در جامعه و سینما به عنوان اشیاء جنسی نیز از عوامل اصلی است.
تامیل نادو اولین ایالت هند است که «کلیه ایستگاه‌های پلیس زنان» را برای رسیدگی به جنایات علیه زنان راه اندازی کرد. پس از پرونده تجاوز گروهی دهلی در سال ۲۰۱۳، که در آن دختری در اتوبوس در حال حرکت مورد تجاوز گروهی قرار گرفت و منجر به مرگ او شد، دولت تامیل نادو از یک برنامه اقدام ۱۳ ماده‌ای شامل نصب تلویزیون مدار بسته (CCTV) در تمام ساختمان‌های عمومی و رزرو مجرمان در قانون Goondas غیرقابل انصراف از سال ۱۹۸، رونمایی کرد.

## خشونت
دسته‌بندی‌های خشونت علیه زنان گزارش شده در آمار جنایات تامیل نادو عبارتند از تجاوز جنسی، مرگ جهیزیه، آزار و اذیت، آدم‌ربایی، آزار و اذیت جنسی، و آزار فیزیکی توسط شوهر و بستگانش. در طول دوره ژانویه تا ژوئیه ۲۰۱۳، پلیس ایالتی ۱۱۳۰ مورد را در مقایسه با ۸۶۰ مورد در دوره مشابه در سال ۲۰۱۲ ثبت کرد. تعداد موارد تجاوز جنسی در ایالت در مدت مشابه ۴۳۶ مورد بود که شامل ۴۲ مورد در چنای، ۳۲ مورد در ویلوپورام و ۱۱ مورد در کویمباتور بود. پلیس همچنین از کاهش موارد تجاوز و آدم‌ربایی و افزایش ۳۲ درصدی موارد مربوط به ظلم توسط همسران و بستگان گزارش کرده است. طبق گزارش جرم پلیس تامیل نادو در سال ۲۰۰۷، در مجموع ۶۶۱۲ پرونده مربوط به جنایت علیه زنان توسط پلیس ثبت شد که ۳۹ درصد بیشتر از تعداد در سال ۲۰۰۶ بود. از این میان، ظلم شوهر و بستگان و آزار و اذیت، ۵۳ درصد موارد را به خود اختصاص داده است.
قوانین مربوط که بر اساس آنها پرونده تشکیل شده است عبارتند از: قانون منع زنان، قانون منع ازدواج کودکان، قانون منع آزار و اذیت زنان تامیل نادو (اصلاح شده) ۲۰۰۲، قانون تامیل نادو ممنوعیت آزار جنسی زنان ۲۰۰۰، و قانون ممنوعیت مهریه. بخش‌های تحت قانون مجازات هند مربوط به زنان عبارتند از IPC 376 برای تجاوز جنسی، IPC 363 -373 مربوط به آدم‌ربایی و آدم‌ربایی حساب، 302/304-B مربوط به قتل برای جهیزیه، مرگ مهریه یا تلاش آنها، 498-A مربوط به ظلم توسط شوهر یا بستگان مرتبط، آزار و اذیت، 366-B مربوط به واردات دختران تا ۲۱ سال. در سال ۲۰۰۷، پلیس ایالتی ۵۲۳ مورد (۷٫۹۱٪) تجاوز جنسی، ۷۱۸ (۱۶٫۵۹٪) مربوط به آدم‌ربایی و آدم‌ربایی، ۱۸۷ (۳٫۱۵٪) مرگ جهیزیه، ۱۲۴۷ (۲۹٫۸۹٪) مربوط به ظلم توسط شوهران و بستگان، ۲۳٫۲، ۱٫۲۹٪ (۲۳٫۵٬۱۷٪) مربوط به آزار و اذیت جهیزیه تشکیل شده است. (۱۳٫۲۳٪) در مورد آزار و اذیت جنسی، ۳۵ (۰٫۳۸٪) در مورد انعکاس ناشایست زنان و ۸۱ نفر (۵٫۵۷٪) مربوط به ممنوعیت مهریه بودند. در میان ولسوالی‌ها، چنای حداکثر ۷۰۵ مورد را ثبت کرد در حالی که ناحیه نیلگیریس با ۴۰ مورد کمترین مورد را داشت. بیشترین قربانیان در گروه سنی ۱۹ تا ۳۰ سال بود که ۶۲٫۴۱ درصد بود، پس از آن گروه سنی ۱۵ تا ۱۸ سال با ۱۹٫۳۶ درصد و ۱۱ تا ۱۴ سال با ۷٫۷۱ درصد قرار گرفتند.

## اشکال عمده خشونت

### فوت مهریه
| سال  | تجاوز | جهیزیه فوت شدگان |
| ۲۰۰۳ | ۵۵۷   | ۲۲۰              |
| ۲۰۰۴ | ۶۱۸   | ۲۲۵              |
| ۲۰۰۵ | ۵۷۱   | ۲۱۵              |
| ۲۰۰۶ | ۴۵۷   | ۱۸۷              |
| ۲۰۰۷ | ۵۲۳   | ۲۰۸              |

مرگ جهیزیه که به «عروس سوزی» نیز گفته می‌شود، جرمی است که مربوط به نظام جهیزیه در هندوستان است که در آن خانواده عروس به خانواده داماد هدیه می‌دهند. اعتقاد بر این است که این عمل از آداب و رسوم ازدواج هندوها سرچشمه گرفته است، اما در بسیاری از موارد در دوران مدرن به عنوان یک معامله تجاری که بین خانواده‌های عروس و داماد مذاکره می‌شود، تجسم می‌شود. آزار و اذیت جهیزیه و مرگ جهیزیه در شرایطی اتفاق می‌افتد که خانواده داماد از مهریه ناراضی می‌شوند یا با تأخیر در دریافت آن مواجه می‌شوند، سپس عروس را تحقیر می‌کنند و او را مورد آزار جسمی قرار می‌دهند. در هند، بیشتر اختلافات خانوادگی که منجر به خشونت می‌شود، اختلاف بر سر معاملات مهریه است. بر اساس قانون مجازات هند (IPC) 304B، اگر زنی در طول هفت سال اول ازدواج بر اثر سوختگی، آسیب بدنی یا سایر شرایط غیرطبیعی فوت کند، مقامات موظفند احتمال آزار و اذیت مهریه را بررسی کنند. اگر فوت به عنوان فوت مهریه تشخیص داده شود، شوهر و همسر مقتول می‌توانند مسئول باشند. اگر زنی در حال مرگ در مورد علت جراحات خود به قاضی شهادت دهد، شهادت او قابل تعقیب است. کشور طی سال‌های ۱۹۹۸ و ۱۹۹۹، ۱۲۶۱۲ فوت مهریه را به ثبت رساند.
تامیل نادو ۱۹۸ مورد مرگ ناشی از مهریه را در طول سال ۲۰۰۸ گزارش کرد. اعتقاد بر این است که مرگ‌های ناشی از جهیزیه، مانند سایر جنایات علیه زنان، کمتر گزارش شده است. بسیاری از موارد سوختگی یا جراحات دیگری که به عنوان تصادف ثبت می‌شوند ممکن است در واقع به دلیل آزار و اذیت مهریه باشد. موارد معدودی از مرگ مهریه منجر به مجازات مرتکبین می‌شود. تا ژانویه ۲۰۰۹، تنها یک محکومیت ناشی از ۱۹۸ پرونده فوت مهریه تامیل نادو در سال ۲۰۰۸ وجود داشت و برای ۲۰۸ پرونده در سال ۲۰۰۷ هیچ محکومیتی وجود نداشت.

### نوزادکشیدختر
در دهه ۱۹۸۰ در نواحی جنوبی تامیل نادو رایج تر بود. در Usilampatti taluk، یک تالوک در ناحیه مادورای، حدود ۶۰۰۰ کودک دختر در یک بازه زمانی ۲ ساله طی سال‌های ۱۹۸۷–۱۹۸۸ کشته شدند. این جنایت در یکی از زایشگاه‌ها کشف شد که ۹۵ درصد کودکان دختر متولد شده در این دوره را از دست دادند. نوزادان دختر تقریباً در روز تولد کودک با آب سمی گیاه خرزهره تغذیه می‌شدند. این عمل حتی در سال ۱۹۹۳ گزارش شد. سایر مناطقی که شیوع داشتند عبارتند از: Salem, Dharmapuri, Vellore (آرکوت شمالی سابق)، Erode, Dindigul و Madurai، با Salem شمالی، Dharmapuri جنوبی، Dindigul جنوبی و مادورای غربی ۷۰ درصد از کل موارد را تشکیل می‌دهند. در حالی که در ابتدا این عمل در بخش‌های پایین‌تر جامعه ثوار و نادار رایج در نظر گرفته می‌شد، اما با کاست‌های دیگری مانند گوندر، وانیار، پالار و پارایار مشخص شد. مردم به دلیل محدودیت‌های مالی، ازدواج با دختر را در آینده یک تهدید می‌دانستند. دولت وقت به ریاست Jayalalitha در سال ۱۹۹۲ طرحی برای نوزادان گهواره‌ای در منطقه سالم راه اندازی کرد که از والدین خواست به جای کشتن کودک در گهواره بیاندازند. برنامه‌های آموزشی توسط اداره بهداشت و رفاه کودکان ایالت برای ایجاد آگاهی راه اندازی شد. منطقه دارماپوری ۱۰۰۲ مورد ثبت شده نوزادکشی را ثبت کرد که بالاترین میزان در ایالت در طول سال بود و در طول سال ۲۰۱۲ به یک مورد کاهش یافت.
دولت همچنین کمپین دیگری را راه اندازی کرد که در آن غرامت به والدین دخترانی که تحت عقیم سازی قرار می‌گرفتند، پرداخت می‌شد و برای کاهش هزینه‌های ازدواج، انگشتر طلایی به دختر در بیستمین سالگرد تولد او اهدا می‌شد.

### قاچاق
قانون تجارت غیراخلاقی (پیشگیری) 1956 (ITPA) پیشگیری از قاچاق زنان و کودکان را تحمیل می‌کند. در حالی که در ابتدا برای کارگران جنسی با اکثریت زن هدف قرار گرفت، به تدریج به قاچاق انسان نیز گسترش یافت. پلیس تامیل نادو یک سلول ضد قاچاق را در CID Branch CID ایجاد کرد که دارای ارتباط بین ایالتی برای مقابله با قاچاق است. در طول سال ۲۰۰۷، ۱۱۹۹ پرونده در ارتباط با قاچاق در ایالت ثبت شد که اکثریت آنها علیه دلالان، صاحبان فاحشه خانه‌ها و قاچاقچیان بود. پایتخت ایالت، چنای در سال ۲۰۰۷ با ۲۰۲ مورد، پس از آن کویمباتور با ۱۴۳، ناحیه کویمباتور با ۱۰۷ و تریچی با ۱۰۰ مورد، بالاترین میزان را داشت. تامیل نادو در سال ۲۰۱۱ با ۳۹۸۳ مورد از مجموع ۹۴۳۱ مورد خشونت خانگی، بیشترین تعداد موارد خشونت خانگی علیه زنان را به ثبت رساند. یک نظرسنجی که توسط سازمان بهداشت جهانی در سال‌های ۲۰۰۵–۲۰۰۶ در ایالات مختلف انجام شد، نشان داد که جنایت علیه زنان در این ایالت ۴۱٫۹ درصد بوده و بیشتر حوادث در مناطق شهری نسبت به روستاها گزارش شده است. در یکی از عملیات‌های نجات عمومی در سال ۱۹۹۰، ۹۱۳ زن از فاحشه خانه‌های بمبئی نجات یافتند و دولت وعده بازپروری همه آنها را داد. اما چند ماه بعد، همه آنها به فاحشه خانه‌ها بازگشتند، زیرا خانواده‌هایشان آنها را رها کردند و اقدامات امدادی دولت به آنها نرسید.

### حمله اسیدی
حملات اسیدی شامل پرتاب اسید برای تکه‌تکه کردن زنان است. بر اساس گزارشی که در مورد حملات بین مارس ۲۰۱۴ تا سپتامبر ۲۰۱۵ منتشر شده است، ۲۰۰ حمله ثبت شده است که ۷۰٫۲ درصد آن زنان بوده است. علت اصلی ۵۱ درصد موارد مربوط به افراد ناراضی بوده که توسط زنان درگیر از عشق محروم شده‌اند و ۴۲ درصد مورد حمله افراد ناشناس قرار گرفته‌اند. این ایالت در طول دوره ۲۰۱۲–۲۰۱۴ سه قربانی داشت.

## علل
تحلیلی توسط دولت تامیل نادو بیان می‌کند که یکی از دلایل اصلی خشونت علیه زنان این تصور است که زنان متأهل دارایی شوهرانشان هستند. در این زمینه فرهنگی، سوء ظن به خیانت، اعتیاد به مشروبات الکلی، تضاد بر سر مهریه، ناباروری زوجین و تحریک توسط بستگان مرد می‌تواند منجر به خشونت علیه زنان شود. خشونت در فیلم‌ها و نمایش رسانه‌ها از زنان به‌عنوان اشیاء جنسی نیز به عنوان عاملی برای خشونت علیه زنان ذکر شده است. در جامعه مردسالار تامیل نادو، گاهی زنان به دلیل عدم تولید وارث مرد توسط مردان تنبیه شده‌اند. حزب سیاسی Marumalarchi Dravida Munnetra Kazhagam و فعالان اجتماعی، از جمله Tamilaruvi Manian و Sasi Perumal، مصرف الکل را عامل اصلی تجاوز جنسی و سایر اشکال خشونت علیه زنان در تامیل نادو نامیده‌اند و این را یکی از دلایل درخواست برای بازگرداندن ممنوعیت در تامیل نادو ذکر کرده‌اند. در سناریوی روستایی، زنان دالیت، طبقه پایین جامعه، با بار سه‌گانه کاست، طبقه و جنسیت مواجه بودند. زنان دالیت مجبور به روسپیگری برای صاحبخانه‌های طبقه بالاتر خود می‌شدند. همچنین گزارش شد که پلیس برای مجازات اقوام مرد خود زنان طبقه پایین را مورد هدف قرار داده و شکنجه می‌کند. طبق گزارش وزارت کشور تامیل نادو، از ۱۷۴۷ قتل زن که در سال ۲۰۱۱ در این ایالت انجام شده است، ۴۴۰ مورد به نزاع‌های خانوادگی، ۳۲۵ مورد به نزاع‌های لفظی، ۴۲۱ مورد به خصومت شخصی و ۳۴۷ مورد به دلیل عشق و علل جنسی اختصاص یافته است.

## وضعیت در سایر ایالت‌ها
طبق گزارش جنایی منتشر شده توسط اداره ملی سوابق جرم، تامیل نادو در سال ۲۰۱۲ در میان تمام ایالت‌های هند در رتبه سیزدهم قرار گرفت. ایالت ۷٬۱۹۲ پرونده را در برابر کارناتاکا با ۱۰٬۳۳۶ مورد، آندرا پرادش با ۲۸٬۱۷۱ مورد و بنگال غربی با ۳۰٬۹۴۲ پرونده ثبت کرده است. اما این ایالت از نظر قاچاق انسان در رتبه اول قرار گرفت، جایی که ۵۰۰ مورد ثبت شد که ۱۹٫۵ درصد نسبت به سال قبل بود. وزیر کشور وقت مادهیا پرادش، بابو لال گور، که در ۱۱ ژانویه ۲۰۱۴ از چنای بازدید کرد، اظهار داشت که جنایت در شهر در مقایسه با بوپال کمتر است زیرا زنان در چنای لباس کامل می‌پوشند و مرتباً به معابد می‌روند. این اظهار نظر جنجال زیادی را به همراه داشت زیرا مخالفان ادعا می‌کردند که او با اتخاذ موضعی مذهبی کاملاً از ضد اجتماعی‌ها حمایت کرده است. تعداد موارد مربوط به خشونت خانگی در تامیل نادو در سال ۲۰۱۳ با ۳۹۸۳ مورد ثبت شده، از مجموع ۹۴۳۱ مورد ثبت شده، حداکثر بود. گجرات و بنگال غربی با ۳۲۶۶ و ۱۶۶۱ مورد ثبت شده تنها در تامیل نادو قرار گرفتند.

## آگاهی
جنایت علیه زنان
ما الزامات نصب دوربین مداربسته را در اماکن و ساختمان‌های عمومی کلیدی اجرا خواهیم کرد، زیرا این امر امکان نظارت بر آزار و اذیت جنسی علیه زنان و دستگیری مجرمان را فراهم می‌کند.
J Jayalalithaa، وزیر ارشد تامیل نادو، جنایات بیشتر علیه زنان در تامیل نادو، ۲۳ فوریه
تامیل نادو اولین ایالت در هند است که «ایستگاه‌های پلیس زنان» (AWPS) را برای رسیدگی به جنایات علیه زنان راه‌اندازی کرد. این طرح توسط وزیر ارشد وقت ایالت، J Jayalalithaa، در طول اولین تصدی خود در ۱۹۹۱–۱۹۹۵ آغاز شد. از سال ۲۰۰۳، ایالت حدود ۱۸۸ دستگاه AWPS در سراسر ایالت داشت که بیشتر آنها در همان ساختمان ایستگاه پلیس قرار داشتند. AWPSها برای رسیدگی به پرونده‌های مربوط به زنان مانند آزار جنسی، اختلافات زناشویی، کودک آزاری، اذیت کردن شبانه، قاچاق، خودکشی و آزار و اذیت جهیزیه تنظیم شدند. فعالان بر این باور بودند که پس از تأسیس AWPS، زنان می‌توانند بیرون بیایند و جرایم مربوط به جهیزیه را آزادانه به زنان پلیس گزارش دهند. زنان پلیس همچنین گزارش دادند که شکایت‌هایی در رابطه با شکنجه‌های جنسی دریافت کرده‌اند که در غیر این صورت به همتایان مرد خود گزارش نشده است.
اجماع گسترده‌ای در سراسر جهان وجود دارد که جرم علیه زنان اغلب کمتر گزارش می‌شود. همچنین گزارش شده است که هر بیست دقیقه یک زن مورد تجاوز جنسی قرار می‌گیرد. برخی بخش‌ها معتقدند که در داده‌های مربوط به جنایات گزارش‌شده علیه زنان یک انحراف وجود دارد. پلیس تامیل نادو گزارش داده است که آگاهی در میان زنان بهبود یافته است و آنها از شکایت کمتر ترسیده‌اند. گزارش شده است که پرونده تجاوز گروهی دهلی در سال ۲۰۱۳، که در آن دختری در اتوبوس در حال حرکت مورد تجاوز گروهی قرار گرفت و منجر به مرگ مرگبار او شد، باعث افزایش آگاهی شد. فعالان در آن ایالت گزارش داده‌اند که پلیسی که قبلاً چنین مواردی را ثبت نمی‌کرد، ثبت آنها را آغاز کرده است. جی جایالالیتا، رئیس دولت، در مجمع اعلام کرد که پس از تجاوز گروهی دهلی، یک برنامه عملیاتی ۱۳ ماده‌ای از سوی دولت رونمایی شد، مانند نصب تلویزیون مدار بسته (CCTV) در تمام ساختمان‌های عمومی و رزرو متخلفان در قانون گونداس در سال ۱۹۸۲، که یک سال نگهداری غیرقابل وثیقه را فراهم می‌کند.
دولت حکم داد که موسسات آموزشی، بیمارستان‌ها، سینماها، بانک‌ها، پیشخوان‌های خودپرداز، مراکز خرید، تخت‌خواب‌های بنزین و جواهرات‌فروشی‌ها تحت قوانین نهادهای محلی شهری تامیل نادو (نصب واحدهای تلویزیونی مدار بسته در ساختمان‌های عمومی) در سال ۲۰۱۲ قرار خواهند گرفت. ۵۰۰ متر مربع (۰٫۱۲ هکتار) یا بیشتر تحت این قانون پوشش داده می‌شود. این قانون همچنین یک دوره زمانی شش‌ماهه را برای نصب در ساختمان‌های موجود در نظر می‌گرفت که در غیر این صورت، مجوزها لغو یا تعلیق می‌شدند. در طول سال ۲۰۱۳، دولت ایالتی همچنین یک خط کمک ۲۴*۷ برای زنان راه اندازی کرد که توسط مقامات ارشد پلیس نظارت می‌شد. دولت همچنین دستور داد تا تحقیقات سریع در همه پرونده‌های معلق مربوط به جنایت علیه زنان و ایجاد دادگاه‌های منطقه‌ای سریع برای تسریع در اجرای عدالت انجام شود. دولت همچنین به این مرکز پیشنهاد داد که قوانین موجود را اصلاح کند تا مجازات‌های سنگینی برای متخلفان در حد مرگ و اخته شیمیایی اعمال کند.